# Confine-c
Con l'espressione confine-c si designa in relatività l'insieme dei punti dello spazio-tempo, supposto spazialmente finito, per {\displaystyle t=\infty }.
In particolare:
- confine-c futuro per {\displaystyle t=+\infty }.
- confine-c passato per {\displaystyle t=-\infty }.

Può pensarsi come l'analogo del cerchio (o retta) all'infinito nella geometria proiettiva.
In questo senso, ogni punto sul confine-c in realtà designa una direzione nello spazio-tempo.